# Совхоз «Чкаловский»
Совхоз Чкаловский — село в Дзержинском районе Калужской области России. Административный центр сельского поселения «Село Совхоз Чкаловский». 

## География
Расстояние от центра поселения до районного центра (г. Кондрово) — 48,5 км, до регионального центра (г. Калуга) — 12 км.

## Население
1998 год — 652
1999 год — 674
2000 год — 669
2001 год — 662
2002 год — 643
2003 год — 645
2004 год — 642
2005 год — 622
2006 год — 623
2007 год — 621
2011 год — 456
2020 год — 434 жителя.

## Администрация
Глава сельского поселения «Село Совхоз Чкаловский» — Мусина Валентина Леонидовна.
Администрация расположена по адресу: с. Совхоз Чкаловский, ул. Центральная, д.3.

## Инфраструктура
В селе имеется детский сад (факт - 38 детей), общеобразовательная школа на 154 ученика (факт - 81 учащийся), сельский клуб, медпункт.

## Транспорт
Вблизи территории села проходит автодорога федерального значения М3 Украина «Москва-Киев».
Связь с районным и областным центром осуществляется по автомобильной дороге с капитальным типом покрытия автодороги «Калуга – Медынь».